# Rumors (serie televisiva)
Rumors (Rykter) è una serie televisiva norvegese adolescenziale del 2022 creata da Christoffer V. Ebbesen. In Italia la serie è distribuita su RaiPlay.

## Trama
La serie ruota attorno a Erik Nielsen che aveva bisogno di lasciare Bergen perché aveva picchiato uno dei suoi compagni di squadra di football ed era stato catturato dalla polizia. Si trasferisce nell'isola di Vesterøy per vivere con sua madre dove cerca di nascondere il motivo per cui ha dovuto trasferirsi davanti ai suoi nuovi amici: per questo incominciano a essere messe in giro voci false su di lui. Queste voci, insieme al suo passato, gli rendono difficile fidarsi e aprirsi con le persone che vogliono stargli vicino. Solo nella seconda stagione incomincia a fidarsi e aprirsi con Mathias e Sara, fino a "prendere l'iniziativa" e raccontare loro la vera storia su di lui e sul pestaggio che lo ha costretto a lasciare Bergen.

## Episodi
In Italia, la prima e la seconda stagione sono state distribuite come prima stagione, mentre la terza e la quarta stagione come la seconda stagione della serie.

### Prima stagione
La prima stagione è stata distribuita in Italia su RaiPlay il 14 luglio 2023.
| Nº | Titolo originale         | Titolo italiano                          | Prima TV originale | Pubblicazione in italiano |
| -- | ------------------------ | ---------------------------------------- | ------------------ | ------------------------- |
| 1  | Snitches gir vi stitches | Benvenuto a Vesterøy                     | 22 settembre 2022  | 14 luglio 2023            |
| 2  | Vært med i noe?          | Nascondi un segreto?                     | 22 settembre 2022  | 14 luglio 2023            |
| 3  | Skal vi slå opp?         | Altrimenti ci lasceremo                  | 22 settembre 2022  | 14 luglio 2023            |
| 4  | Du skal kysse meg        | Hai intenzione di baciarmi?              | 22 settembre 2022  | 14 luglio 2023            |
| 5  | Han tenner på katter!    | Attenti al gatto                         | 26 settembre 2022  | 14 luglio 2023            |
| 6  | Du kveler meg            | Mi state soffocando                      | 26 settembre 2022  | 14 luglio 2023            |
| 7  | Kongen er singel igjen   | Chi è il re dei single?                  | 29 settembre 2022  | 14 luglio 2023            |
| 8  | Skal jeg redde deg?      | Puoi venire a salvarmi?                  | 3 ottobre 2022     | 14 luglio 2023            |
| 9  | Hun har vært utro        | Le bugie di Sara                         | 3 ottobre 2022     | 14 luglio 2023            |
| 10 | Falske jævla hore!       | Non credere che a qualcuno importi di te | 10 ottobre 2022    | 14 luglio 2023            |
| 11 | Vi er IKKE sammen        | Noi non stiamo insieme                   | 13 ottobre 2022    | 14 luglio 2023            |
| 12 | Har jeg bare noia?       | Strategie                                | 17 ottobre 2022    | 14 luglio 2023            |
| 13 | Ikke lyv til meg!        | I veri amici non si dicono bugie         | 20 ottobre 2022    | 14 luglio 2023            |
| 14 | Du kan ikke komme!       | Il ballo di fine anno                    | 24 ottobre 2022    | 14 luglio 2023            |
| 15 | La oss ta psykoen!       | Erik la deve pagare                      | 27 ottobre 2022    | 14 luglio 2023            |

### Seconda stagione
La seconda stagione è stata distribuita in Italia su RaiPlay il 14 luglio 2023.
| Nº | Nº | Titolo originale      | Titolo italiano                     | Prima TV originale | Pubblicazione in italiano |
| -- | -- | --------------------- | ----------------------------------- | ------------------ | ------------------------- |
| 16 | 1  | Du må stoppe dem!     | Cinque contro uno                   | 24 febbraio 2023   | 14 luglio 2023            |
| 17 | 2  | Ingenting skjedde     | È stato solo un malinteso           | 27 febbraio 2023   | 14 luglio 2023            |
| 18 | 3  | Det er oss eller han  | Lui o noi                           | 3 marzo 2023       | 14 luglio 2023            |
| 19 | 4  | Ikke uten deg, kompis | Amici                               | 6 marzo 2023       | 14 luglio 2023            |
| 20 | 5  | Et det deg?           | So cosa hai fatto                   | 10 marzo 2023      | 14 luglio 2023            |
| 21 | 6  | Gidder ikke noe k¢dd  | Sospetti                            | 13 marzo 2023      | 14 luglio 2023            |
| 22 | 7  | Hun lyver om alt!     | Le bugie di Thea                    | 17 marzo 2023      | 14 luglio 2023            |
| 23 | 8  | Nå vet du det         | Tutta la verità                     | 20 marzo 2023      | 14 luglio 2023            |
| 24 | 9  | F¢kk deg, Felix!      | Felix sei soltanto un bambino!      | 24 marzo 2023      | 14 luglio 2023            |
| 25 | 10 | Alle venter på deg    | Non possiamo più contare su Mathias | 27 marzo 2023      | 14 luglio 2023            |
| 26 | 11 | Hvor kan hun være?    | Dov'è Thea?                         | 31 marzo 2023      | 14 luglio 2023            |
| 27 | 12 | Alle er fake!         | Profili falsi                       | 10 aprile 2023     | 14 luglio 2023            |
| 28 | 13 | Kan jeg få deg?       | Posso averti qui stasera?           | 14 aprile 2023     | 14 luglio 2023            |
| 29 | 14 | Vi er ferdige!        | Il discorso                         | 17 aprile 2023     | 14 luglio 2023            |
| 30 | 15 | Alt eller ingenting   | Tra noi è tutto finito              | 21 aprile 2023     | 14 luglio 2023            |

### Terza stagione
La terza stagione è stata distribuita in Italia su RaiPlay il 20 giugno 2025.
| Nº | Nº | Titolo originale           | Titolo italiano                    | Prima TV originale | Pubblicazione in italiano |
| -- | -- | -------------------------- | ---------------------------------- | ------------------ | ------------------------- |
| 31 | 1  | Gutta venter               | Benvenuta a Vesterøy               | 19 agosto 2024     | 20 giugno 2025            |
| 32 | 2  | Ingen bakker en homse!     | Le regole della festa              | 19 agosto 2024     | 20 giugno 2025            |
| 33 | 3  | Hei nye nabo!              | Una stanza libera                  | 23 agosto 2024     | 20 giugno 2025            |
| 34 | 4  | Like fake som før          | La nuova Thea                      | 26 agosto 2024     | 20 giugno 2025            |
| 35 | 5  | Kan du stikke?             | Non desidero averti nella mia vita | 30 agosto 2024     | 20 giugno 2025            |
| 36 | 6  | Gidder ikke noe piss       | La scommessa                       | 2 settembre 2024   | 20 giugno 2025            |
| 37 | 7  | Hvorfor i helvete spør du? | Felix contro tutte                 | 6 settembre 2024   | 20 giugno 2025            |
| 38 | 8  | Ett elendig ligg           | È così che si cambia il mondo      | 9 settembre 2024   | 20 giugno 2025            |
| 39 | 9  | Ikke din hore!             | La vendetta                        | 13 settembre 2024  | 20 giugno 2025            |
| 40 | 10 | Dra til helvete, Olivia    | Coming out                         | 16 settembre 2024  | 20 giugno 2025            |
| 41 | 11 | Du hadde en jævla jobb     | Lavoro di squadra                  | 20 settembre 2024  | 20 giugno 2025            |
| 42 | 12 | Skulle vi ligge?           | Raid notturno                      | 23 settembre 2024  | 20 giugno 2025            |
| 43 | 13 | Oslohoren har klamma!      | Cena di famiglia                   | 27 settembre 2024  | 20 giugno 2025            |
| 44 | 14 | Hva sa du nå?              | Biscotti di Natale                 | 30 settembre 2024  | 20 giugno 2025            |
| 45 | 15 | Nå står vi sammen!         | Questa non è zona nostra           | 2 ottobre 2024     | 20 giugno 2025            |

### Quarta stagione
La quarta stagione è stata distribuita in Italia su RaiPlay il 20 giugno 2025.
| Nº | Nº | Titolo originale           | Titolo italiano       | Prima TV originale | Pubblicazione in italiano |
| -- | -- | -------------------------- | --------------------- | ------------------ | ------------------------- |
| 46 | 1  | Er dette takken?           | Il confronto          | 28 aprile 2025     | 20 giugno 2025            |
| 47 | 2  | Dere er syke i hodet!      | Sospetti              | 28 aprile 2025     | 20 giugno 2025            |
| 48 | 3  | Unnskyld                   | Campeggio a casa      | 1° maggio 2025     | 20 giugno 2025            |
| 49 | 4  | Fy faen, Sara!             | Cos'hai che non va?   | 5 maggio 2025      | 20 giugno 2025            |
| 50 | 5  | Løgnaktige bitch           | La solita bugiarda    | 8 maggio 2025      | 20 giugno 2025            |
| 51 | 6  | Tenkte du vi skulle ligge? | Non sei pronto        | 12 maggio 2025     | 20 giugno 2025            |
| 52 | 7  | En sånn guttetur           | Paintball             | 15 maggio 2025     | 20 giugno 2025            |
| 53 | 8  | Et dårlig menneske         | Tappeti elastici      | 19 maggio 2025     | 20 giugno 2025            |
| 54 | 9  | Sett deg i speilet?        | Hangover              | 22 maggio 2025     | 20 giugno 2025            |
| 55 | 10 | Skal vi...                 | Mi dispiace per tutto | 26 maggio 2025     | 20 giugno 2025            |
| 56 | 11 | Hva faen gjør hun her?     | Sara torna a casa     | 29 maggio 2025     | 20 giugno 2025            |
| 57 | 12 | Du har meg. Alltid.        | Come gli altri        | 2 giugno 2025      | 20 giugno 2025            |
| 58 | 13 | Slutt med de løgnene!      | A pranzo da Thea      | 5 giugno 2025      | 20 giugno 2025            |
| 59 | 14 | Mener du det?              | Insieme sul serio     | 9 giugno 2025      | 20 giugno 2025            |
| 60 | 15 | Jævla masse spørsmål       | Il coraggio           | 12 giugno 2025     | 20 giugno 2025            |

## Personaggi e interpreti[3]

### Personaggi principali
- Jon Erik Nielsen, interpretato da Benjamin Ebbesen. Si trova costretto a trasferirsi a Vesterøy con la madre per ricominciare da capo dopo essere stato catturato dalla polizia a seguito di un violento pestaggio. Cerca di mantenere segreto il motivo per cui si è dovuto trasferire. Col tempo diventa molto amico sia di Mathias sia di Sara, a cui rivelerà la verità sul suo passato. Nel frattempo, si convince anche a restare a Vesterøy.

- Mathias, interpretato da Teo Tomczuk. Si intuisce che sia per metà di origini polacche, anche se nato e cresciuto a Vesterøy. Il padre (e la sua famiglia in generale) possiede un'importante attività imprenditoriale che vorrebbe passare al figlio, ma Mathias ha un altro sogno: diventare pescatore, il che lo porta a scontrarsi con la sua famiglia e con la fidanzata Sara, che invece hanno altri progetti. Il suo migliore amico (e sostenitore) è Felix, che piano piano incomincia però a sentirsi minacciato dal nuovo amico di Mathias, Erik.
- Sara, interpretata da Alisa Sussmann. Fidanzata con Mathias da quanto erano piccoli, sono sempre stati insieme tranne che per piccoli periodi di crisi che duravano massimo qualche giorno. Tuttavia, la confessione di Mathias sul suo sogno di diventare pescatore, che non collima col sogno di Sara di trasferirsi a Bergen per studio, li porta piano piano a creare una frattura sempre più irreparabile fino a lasciarsi definitivamente. Infatti, Sara all'inizio si presenta come una ragazza che ha già programmato la sua vita "fino al 2029", che vuole studiare a Bergen per poi diventare medico, ma grazie a Erik riesce a capire che in realtà quello che sogna è tutt'altro, diventare una pugile. Si trasferisce a Bergen nella terza stagione.
- Thea, interpretata da Sissilja Garen. Figlia di un importante avvocato di Londra e di una madre morta di cancro, è costretta a trasferirsi a Vesterøy con lo zio Eldar, suo tutore. Vuole diventare una influencer e cerca sponsorizzazioni importanti per diventare famosa. Nella prima stagione è lei a mettere in giro false voci con falsi account, sia su Erik (perché l'ha rifiutata) sia su Sara (perché le ha mentito ripetutamente). Nella seconda stagione diventa invece la vittima di false voci, che la costringono ad andarsene. Durante la sua assenza, si scopre quante bugie e quante false amiche abbia inventato. Nella terza stagione, ritorna a Vesterøy pentita di come si è comportata e cercando di fare meglio.
- Felix, interpretato da Martin Storeb¢ Koh. Il migliore amico di Mathias fin da quando erano piccoli, tuttavia questa amicizia non è destinata a durare dopo l'arrivo di Erik, che Mathias cerca di inserire nel gruppo. Sentendosi sempre meno amico di Mathias, incomincia a mettere l'amico davanti alla scelta fra i suoi vecchi amici ed Erik, scelta che invece Mathias non vuole fare. Nella seconda stagione si assiste al peggioramento delle relazioni fra i due migliori amici, parallelamente a un intensificarsi del rapporto fra Mathias ed Erik invece, quest'ultimo ritenuto da Felix colpevole non solo di "avergli rubato il migliore amico" ma anche di essere la causa della fine della relazione tra Mathias e Sara.
- Sinnøve, interpretata da Mathea Onarheim Grønnevik. Lavora in un locale a Vesterøy di proprietà di Christoffer. Quest'ultimo ha un atteggiamento equivoco nei confronti della ragazza, tanto che incomincia a sentirsi non a suo agio a lavoro con lui. Questo forse è anche il motivo per cui si unisce a Sara a fare pugilato, oltre a essere un modo per distrarsi dalle difficoltà in casa. Infatti, Sinnøve lavora per aiutare la madre e la famiglia, che è risaputo abbiano forti problemi economici. Come Sara, è molto brava a scuola ma le difficoltà a casa non le permettono di andare a studiare a Bergen nonostante i voti alti, come invece per Sara.

### Personaggi secondari
- Elias, uno degli amici del gruppo di Mathias e Felix.
- Moses, uno degli amici del gruppo di Mathias e Felix.
- Nathaniel, uno degli amici del gruppo di Mathias e Felix.
- Anders, uno degli amici del gruppo di Mathias e Felix.
- Alexander, ragazzo che si crea i propri vestiti da solo e che vuole trasferirsi a Oslo, cerca di aiutare Erik con dei consigli.
- Signor Svensson, uno dei professori a scuola.
- Sigrid, la madre di Erik.
- Eldar, lo zio da parte di mamma di Thea.
- Elisabeth, la sorellina di Mathias.
- Olav, il padre di Mathias.
- Jolanta, la madre di Mathias.
- Billie, amica londinese di Thea affetta da cancro (il che poi si scopre essere una delle bugie di Thea).
- Christoffer, proprietario del locale dove lavora Sinnøve.
- Olivia, appare nella terza stagione in quanto proviene da fuori per studiare nella classe di Pesca e Caccia a Vesterøy.

## Produzione
La serie è prodotta dall'emittente pubblica norvegese NRK3. Dopo il successo della prima stagione, l'emittente pubblica tedesca NDR si è unita come co-produttrice con l'obiettivo di distribuirla sulla scena internazionale.

### Location
La serie ha luogo sull'isola fittizia di Vesterøy. L'ambientazione originaria dove è stata girata la serie è invece in Øygarden, nella Norvegia occidentale, a ovest di Bergen, altra ambientazione secondaria della serie nonché posto vero e dove le relative scene sono state girate.